# Nenema virgata
Nenema virgata är en insektsart som först beskrevs av Doering 1941.  Nenema virgata ingår i släktet Nenema och familjen Caliscelidae. Inga underarter finns listade i Catalogue of Life.